# Theodor Heynemann
Theodor Heynemann (* 20. August 1878 in Lemgo; † 15. Dezember 1951 in Hamburg) war ein deutscher Gynäkologe und Hochschullehrer.

## Leben
Heynemann studierte Medizin an der Julius-Maximilians-Universität Würzburg. 1897 wurde er Mitglied, später Ehrenmitglied des Corps Nassovia. Als Oberarzt bei Johann Veit in der Frauenklinik der Friedrichs-Universität Halle folgte er 1919 dem Ruf der neuen Universität Hamburg auf den Lehrstuhl für Gynäkologie. Er wurde in den Academischen Club zu Hamburg aufgenommen. Als erster Direktor der Frauenklinik im Universitätsklinikum Hamburg-Eppendorf war er bis 1951 im Amt. In der Einführung von Narkoseärzten stand er gegen seinen Corpsbruder Hermann Kümmell. Heynemann unterschrieb das Bekenntnis der Professoren an den deutschen Universitäten und Hochschulen zu Adolf Hitler. 
Heynemann vertrat die Theorie der »rassischen Erbhygiene« und hat hunderte Frauen zwangssterilisiert. 1936 beschwerte er sich bei der Unterrichtsbehörde 'mit Erfolg' über den Rückgang von Zuweisungen für Zwangssterilisationen. Seit April 1934 war er Förderndes Mitglied der SS. Am 18. Oktober 1937 beantragte Heynemann die Aufnahme in die Nationalsozialistische Deutsche Arbeiterpartei und wurde rückwirkend zum 1. Mai desselben Jahres aufgenommen (Mitgliedsnummer 5.072.516). Er wurde aber nach Ende der NS-Zeit trotzdem als »nicht belastet« eingestuft. Er gehörte zu den Arisierern, die die Bewohner des Hauses Levy an der Rothenbaumchaussee 26 vertrieben. Mit 73 Jahren gestorben, wurde er auf dem Friedhof Ohlsdorf beerdigt.

## Ehrungen
- Wahl in die Deutsche Akademie der Naturforscher Leopoldina (1934)
- Theodor-Heynemann-Straße in Hamburg-Langenhorn (ab 1. Juli 1960)[9]